# The Other Me
The Other Me es una película original de Disney Channel transmitida por primera vez en Estados Unidos el 8 de septiembre del 2000, por Disney Channel. Fue dirigida por Manny Coto y protagonizada por Andrew Lawrence, Mark L. Taylor, Lori Hallier y Alison Pill. Es la vigesimotercera Película Original de Disney Channel

## Argumento
Will Browning (Andrew Lawrence), un chico de 13 años, que es bastante perezoso y no aprueba bien las clases y para colmo si no mejora las clases irá a un campamento militar, dispuesto a aprobar bien las clases, accidentalmente crea un clon de sí mismo mientras está trabajando en un proyecto de ciencias.

## Reparto
- Andrew Lawrence – Will Browning/Twoie (Gil)
- Mark L. Taylor – Papá
- Lori Hallier – Mamá
- Alison Pill – Allana Browning
- Brenden Jefferson – Lucas
- Joe Grifasi – Conrad
- Scott McCord – Victor
- Tyler Hynes – Scottie DeSota
- Sarah Gadon – Heather
- Robert Buck – Abuelo Mordechai
- Andrea Garnett – Señorita Pinkerson

## Banda sonora
- Life is a Party (performed by Aaron Carter)